# Jeffrey Wright
Jeffrey Wright (Washington D.C., 7 december 1965) is een Amerikaanse filmacteur en toneelspeler. Met zijn rol in de miniserie Angels in America won hij onder meer een Emmy Award en een Golden Globe.

## Biografie
Wright zou aanvankelijk rechten gaan studeren, maar hij besloot toch een studie acteren te gaan doen. Na die studie werd hij fulltime acteur. Hij verscheen diverse malen in theaters op Broadway, en in 1990 speelde hij voor het eerst in een film, namelijk Presumed Innocent, samen met Harrison Ford.
In 1991 nam Wright deel aan The Acting Company. Dit was een groep toneelspelers onder leiding van John Houseman, die door het hele land reisden om toneelstukken op te voeren. Zo speelde hij in A Midsummer Night's Dream en Blood Knot. In 1994 ging Wright verder met zijn toneelcarrière en speelde hij in het stuk Angels in America als homoseksuele verpleger. Deze rol bracht hem een Tony Award op. 
In 1996 speelde Wright in de film Basquiat als de schilder Jean-Michel Basquiat. Deze film gaat over een jonge zwarte schilder die zeer succesvol is in de stad New York, tot hij op 27-jarige leeftijd overlijdt. Wright ontving goede kritieken, en hij kreeg nog meer kans om in andere films te spelen samen met acteurs als Gary Oldman, Willem Dafoe, Dennis Hopper en Christopher Walken.
Voor de film Boycott, waarin Wright Martin Luther King Jr. speelt, werd hij beloond met een AFI Award. In 2003 speelde hij in de televisieversie van het toneelstuk Angels in America, samen met Al Pacino, Emma Thompson en Meryl Streep. Daarmee won hij een Emmy Award en een Golden Globe voor beste bijrol in een miniserie.
In 2006 speelde hij in de 21ste Bondfilm Casino Royale het personage Felix Leiter. Hij was daarmee de eerste Afro-Amerikaanse man die in een officiële Bondfilm speelde. Deze rol speelt hij ook in Quantum of Solace en No Time to Die.
In 2022 speelde hij de rol van James Gordon in de film The Batman van regisseur Matt Reeves. 

### Persoonlijk
Sinds augustus 2000 is Wright getrouwd met Carmen Ejogo, die hij ontmoette tijdens het opnemen van Basquiat. Samen hebben ze een zoon, Elijah. Het gezin woont in Brooklyn.

## Filmografie
- Highest 2 Lowest (2025) - Paul Christopher
- The Phoenician Scheme (2025) - Marty
- The Last of Us (2025) - Isaac Dixon, televisieserie
- American Fiction (2023) - Thelonious "Monk" Ellison
- I Am Groot (2023) - Uatu the Watcher (stem), televisieserie
- Asteroid City (2023) - General Grif Gibson
- The Batman (2022) - Lt. James Gordon
- The French Dispatch (2021) - Roebuck Wright
- No Time to Die (2021) - Felix Leiter
- What If...? (2021-2024) - Uatu the Watcher (stem), televisieserie
- The Last of Us Part II (2020) - Isaac Dixon, videospel
- The Goldfinch (2019) - James 'Hobie' Hobart
- Hold the Dark (2018) - Russel Core
- Monster (2018) - Mr. Harmon
- Westworld (2016) - Bernard Lowe, televisieserie
- De Magie van het Dagboek van Anne Frank (2015) - zichzelf
- The Hunger Games: Mockingjay - Part 2 (2015) - Beetee Latier
- The Hunger Games: Mockingjay - Part 1 (2014) - Beetee Latier
- The Hunger Games: Catching Fire (2013) - Beetee Latier
- The Ides of March (2011) - Senator Thompson
- Source Code (2011) - Dr. Rutledge
- Cadillac Records (2008) - Muddy Waters
- Quantum of Solace (2008) - Felix Leiter
- W. (2008) - Colin Powell
- Casino Royale (2006) - Felix Leiter
- The Invasion (2006) - Dr. Stephen Galeano
- Lady in the Water (2006) - Mr. Dury
- Broken Flowers (2005) - Winston
- Lackawanna Blues (2005) - Mr. Paul
- Syriana (2005) - Bennett Holiday
- The Manchurian Candidate (2004) - Al Melvin
- Angels in America (2003) - Beliez / Mr. Lies
- D-Tox (2002) - Jaworski
- Ali (2001) - Howard Bingham
- Crime + Punishment in Suburbia (2000) - Chris
- Shaft (2000) - Peoples Hernandez
- Hamlet (2000) - Gravedigger
- Ride With the Devil (1999)
- Cement (1999)
- Too Tired To Die (1998)
- Celebrity (1998)
- Critical Care (1997)
- Too Tired to Die (1997)
- Basquiat (1996)
- Faithful (1996)
- Jumpin at the Boneyard (1992)
- Presumed Innocent (1990)

## Prijzen
- American Film Institute, (2001), Beste Mannelijke Acteur in een Televisiefilm of Miniserie: Boycott
- Golden Globe, (2003), Beste Mannelijke Bijrol (TV): Angels in America
- Independent Spirit Award, (1996), Beste debutant: Basquiat
- Toronto Film Critics Association, (2000), Beste Mannelijke Bijrol: Shaft